# Francesco Petronio
Francesco Petronio (ur. 21 grudnia 1931 w Trieście, zm. 12 lipca 1994 w Turynie) – włoski polityk i dziennikarz, poseł do Izby Deputowanych VI kadencji, poseł do Parlamentu Europejskiego I i II kadencji.

## Życiorys
Z zawodu dziennikarz, kształcił się w dziedzinie nauk humanistycznych i ścisłych. Publikował artykuły dotyczące m.in. czołowych europejskich myślicieli i ekonomistów, został też szefem centrum edukacyjnego „Europa unita”. Na początku lat 50. działał w ruchu Fasci di Azione Rivoluzionaria, w związku z czym stanął jako oskarżony przed sądem w 1951. Później zaangażował się w działalność polityczną w ramach Włoskiego Ruchu Społecznego. Na przełomie lat 50. i 60. został prezesem powiązanego z nim ruchu studenckiego Fronte universitario d'azione nazionale, później został członkiem władz krajowych MSI.
W latach 1972–1976 zasiadał w krajowym parlamencie. W 1979 i 1984 wybierano go posłem do Parlamentu Europejskiego. W pierwszej kadencji pozostawał niezrzeszony, w drugiej przystąpił do Europejskiej Prawicy, w której od sierpnia 1988 do lipca 1989 był wiceszefem. Należał m.in. do Komisji ds. Energii, Badań Naukowych i Technologii oraz Komisji ds. Gospodarczych i Walutowych oraz Polityki Przemysłowej.